# Komandos (miesięcznik)
Komandos. Militarny Magazyn Specjalny – czasopismo wydawane w latach 1991–2006 przez wydawnictwo Jagiellonia SA w Krakowie, a następnie do kwietnia 2012 roku przez PHU „Gladius”, apolityczny miesięcznik (w 2012 kwartalnik) o tematyce militarnej. Pomysłodawcą i redaktorem naczelnym był krakowski prawnik Janusz Zakrzewski, a następnie Andrzej Wojtas.

## Zawartość
- sylwetki sił specjalnych, policji, straży granicznej i służb specjalnych
- artykuły o ręcznej broni palnej i rakietowej
- wywiady z osobami ważnymi dla obronności Polski, NATO i innych krajów
- artykuły historyczne
- paintball, airsoft i inne sporty militarne
- nauka sztuk i systemów walki wręcz
- fragmenty ciekawych publikacji dotyczących wojska
- recenzje książek, filmów i gier komputerowych o tematyce militarnej